# Brignoliella dankobiensis
Brignoliella dankobiensis är en spindelart som beskrevs av Bourne 1980. Brignoliella dankobiensis ingår i släktet Brignoliella och familjen Tetrablemmidae. Inga underarter finns listade.